# Evolución de la complejidad biológica
La evolución de la complejidad biológica es un resultado importante del proceso de evolución. La evolución ha producido algunos organismos notablemente complejos, aunque el nivel real de complejidad es muy difícil de definir o medir con precisión en biología, con propiedades como el contenido de genes, el número de tipos de células o la morfología, todas propuestas como posibles métricas.
Muchos biólogos solían creer que la evolución era progresiva (ortogénesis) y tenía una dirección que conducía hacia los llamados "organismos superiores", a pesar de la falta de evidencia para este punto de vista. Esta idea de "progresión" y "organismos superiores" en la evolución ahora se considera engañosa, ya que la selección natural no tiene una dirección intrínseca y los organismos se seleccionan por una mayor o menor complejidad en respuesta a las condiciones ambientales locales. Aunque ha habido un aumento en el nivel máximo de complejidad a lo largo de la historia de la vida, siempre ha habido una gran mayoría de organismos pequeños y simples, por lo que el nivel de complejidad parece haberse mantenido relativamente constante.

## Selección por simplicidad y complejidad
Por lo general, los organismos que tienen una tasa de reproducción más alta que sus competidores tienen una ventaja evolutiva. En consecuencia, los organismos pueden evolucionar para volverse más simples y, por lo tanto, multiplicarse más rápido y producir más descendencia, ya que requieren menos recursos para reproducirse. Un buen ejemplo son parásitos como el protozoo Plasmodium responsable de la malaria o las micoplasmas; estos organismos a menudo prescinden de rasgos que se vuelven innecesarios a través del parasitismo en un huésped.
Un linaje también puede prescindir de la complejidad cuando un rasgo complejo particular simplemente no proporciona una ventaja selectiva en un entorno particular. La pérdida de este rasgo no necesariamente confiere una ventaja selectiva, pero puede perderse debido a la acumulación de mutaciones si su pérdida no confiere una desventaja selectiva inmediata. Por ejemplo, un organismo parásito puede prescindir de la vía sintética de un metabolito donde puede eliminar fácilmente ese metabolito de su huésped. Descartar esta síntesis puede no permitir necesariamente que el parásito conserve una energía o recursos significativos y crezca más rápido, pero la pérdida puede fijarse en la población a través de la acumulación de mutaciones si no se incurre en ninguna desventaja por la pérdida de esa vía. Las mutaciones que causan la pérdida de un rasgo complejo ocurren con más frecuencia que las mutaciones que causan la ganancia de un rasgo complejo.
Con la selección, la evolución también puede producir organismos más complejos. La complejidad a menudo surge en la coevolución de huéspedes y patógenos, con cada lado desarrollando adaptaciones cada vez más sofisticadas, como el sistema inmunológico y las muchas técnicas que los patógenos han desarrollado para evadirlo. Por ejemplo, el parásito Trypanosoma brucei, que causa la enfermedad del sueño, ha desarrollado tantas copias de su principal antígeno de superficie que alrededor del 10% de su genoma está dedicado a diferentes versiones de este gen. Esta tremenda complejidad permite que el parásito cambie constantemente su superficie y así evadir el sistema inmunológico a través de la variación antigénica.
De manera más general, el aumento de la complejidad puede estar impulsado por la coevolución entre un organismo y el ecosistema de depredadores, presas y parásitos a los que trata de adaptarse: cualquiera de estos se vuelve más complejo para adaptarse mejor a la diversidad de las amenazas que ofrece el ecosistema formado por los otros, los otros también tendrán que adaptarse haciéndose más complejos, desencadenando así una carrera armamentista evolutiva en curso hacia una mayor complejidad. Esta tendencia puede verse reforzada por el hecho de que los propios ecosistemas tienden a volverse más complejos con el tiempo, a medida que la diversidad de especies aumenta, junto con los vínculos o dependencias entre especies.

## Tipos de tendencias en complejidad
Si la evolución tuviera una tendencia activa hacia la complejidad (ortogénesis), como se creía ampliamente en el siglo XIX, entonces esperaríamos ver una tendencia activa de aumento con el tiempo en el valor más común (el modo) de complejidad entre los organismos.
Sin embargo, un aumento en la complejidad también puede explicarse a través de un proceso pasivo. Asumiendo cambios aleatorios imparciales de complejidad y la existencia de una complejidad mínima conduce a un aumento en el tiempo de la complejidad promedio de la biosfera. Esto implica un aumento en la varianza, pero la moda no cambia. La tendencia hacia la creación de algunos organismos con mayor complejidad a lo largo del tiempo existe, pero involucra porcentajes cada vez más pequeños de seres vivos.
En esta hipótesis, cualquier apariencia de evolución que actúe con una dirección intrínseca hacia organismos cada vez más complejos es el resultado de que las personas se concentren en el pequeño número de organismos grandes y complejos que habitan en la cola derecha de la distribución de complejidad e ignoren los organismos más simples y mucho más comunes. Este modelo pasivo predice que la mayoría de las especies son procariotas microscópicos, lo que está respaldado por estimaciones de 10 6 a 10 9 procariotas existentes en comparación con estimaciones de diversidad de 10 6 a 3 · 10 6 para eucariotas. En consecuencia, desde este punto de vista, la vida microscópica domina la Tierra y los organismos grandes solo parecen más diversos debido al sesgo de muestreo.
La complejidad del genoma ha aumentado en general desde el comienzo de la vida en la Tierra. Algunos modelos informáticos han sugerido que la generación de organismos complejos es una característica ineludible de la evolución. Las proteínas tienden a volverse más hidrofóbicas con el tiempo, y tienen sus aminoácidos hidrofóbicos más intercalados a lo largo de la secuencia primaria. A veces se observan aumentos en el tamaño del cuerpo con el tiempo en lo que se conoce como la regla de Cope.

## Evolución neutral constructiva
Trabajos recientes en la teoría de la evolución han propuesto que al relajar la presión de selección, que normalmente actúa para simplificar los genomas, la complejidad de un organismo aumenta mediante un proceso llamado evolución neutral constructiva. Dado que el tamaño efectivo de la población en eucariotas (especialmente organismos pluricelulares) es mucho menor que en procariotas, experimentan restricciones de selección más bajas.
Según este modelo, los nuevos genes se crean mediante procesos no adaptativos, como la duplicación aleatoria de genes. Estas nuevas entidades, aunque no son necesarias para la viabilidad, dan al organismo un exceso de capacidad que puede facilitar la descomposición mutacional de las subunidades funcionales. Si esta descomposición da como resultado una situación en la que ahora se requieren todos los genes, el organismo ha quedado atrapado en un nuevo estado en el que la cantidad de genes ha aumentado. Este proceso se ha descrito a veces como un trinquete complejo. Estos genes suplementarios pueden ser cooptados por la selección natural mediante un proceso llamado neofuncionalización. En otros casos, la evolución neutral constructiva no promueve la creación de nuevas partes, sino que promueve interacciones novedosas entre los jugadores existentes, que luego asumen nuevos roles de pluriempleo.
La evolución neutral constructiva también se ha utilizado para explicar cómo los complejos antiguos, como el espliceosoma y el ribosoma, han ganado nuevas subunidades con el tiempo, cómo surgen nuevas isoformas alternativas de genes empalmados, cómo evolucionó la codificación de genes en los ciliados, qué tan generalizada es la edición de pan-ARN que puede haber surgido en Trypanosoma brucei, cómo los ARNlnc funcionales probablemente han surgido del ruido transcripcional y cómo incluso los complejos de proteínas inútiles pueden persistir durante millones de años.

## Hipótesis del peligro mutacional
La hipótesis del riesgo mutacional es una teoría no adaptativa para una mayor complejidad en los genomas. La base de la hipótesis del riesgo mutacional es que cada mutación del ADN no codificante impone un costo de adecuación. La variación en la complejidad se puede describir mediante 2N e u, donde N e es el tamaño efectivo de la población y u es la tasa de mutación.
En esta hipótesis, la selección contra el ADN no codificante se puede reducir de tres formas: deriva genética aleatoria, tasa de recombinación y tasa de mutación. A medida que aumenta la complejidad de los procariotas a los eucariotas pluricelular, el tamaño efectivo de la población disminuye, aumentando posteriormente la fuerza de la deriva genética aleatoria. Esto, junto con la baja tasa de recombinación y la alta tasa de mutación, permite que el ADN no codificante prolifere sin ser eliminado por la selección purificadora.
La acumulación de ADN no codificante en genomas más grandes se puede ver al comparar el tamaño del genoma y el contenido del genoma en taxones eucariotas. Existe una correlación positiva entre el tamaño del genoma y el contenido del genoma del ADN no codificante, y cada grupo se mantiene dentro de alguna variación. Cuando se compara la variación en la complejidad de los orgánulos, el tamaño efectivo de la población se reemplaza por el tamaño genético efectivo de la población (N g ). Si se analiza la diversidad de nucleótidos del sitio silencioso, se espera que los genomas más grandes tengan menos diversidad que los más compactos. En las mitocondrias de plantas y animales, las diferencias en la tasa de mutación explican las direcciones opuestas de la complejidad, siendo las mitocondrias vegetales más complejas y las mitocondrias animales más aerodinámicas.
La hipótesis del riesgo mutacional se ha utilizado para explicar, al menos parcialmente, los genomas expandidos en algunas especies. Por ejemplo, al comparar Volvox cateri con un pariente cercano con un genoma compacto, Chlamydomonas reinhardtii, el primero tenía menos diversidad de sitios silenciosos que el último en genomas nucleares, mitocondriales y plástidos. Sin embargo, al comparar el genoma de plástidos de Volvox cateri con Volvox africanus, una especie del mismo género pero con la mitad del tamaño del genoma de plástidos, hubo altas tasas de mutación en las regiones intergénicas. En Arabiopsis thaliana la hipótesis se utilizó como una posible explicación de la pérdida de intrones y el tamaño compacto del genoma. En comparación con Arabidopsis lyrata, los investigadores encontraron una mayor tasa de mutación en general y en los intrones perdidos (un intrón que ya no se transcribe ni empalma) en comparación con los intrones conservados.
Hay genomas expandidos en otras especies que no podrían explicarse mediante la hipótesis del riesgo mutacional. Por ejemplo, los genomas mitocondriales expandidos de Silene noctiflora y Silene conica tienen altas tasas de mutación, longitudes de intrones más bajas y más elementos de ADN no codificantes en comparación con otros del mismo género, pero no hubo evidencia de un tamaño de población efectivo bajo a largo plazo. Los genomas mitocondriales de Citrullus lanatus y Curcurbita pepo difieren en varios aspectos. Citrullus lanatus es más pequeña, tiene más intrones y duplicaciones, mientras que Curcurbita pepo es más grande con más cloroplastos y secuencias repetidas cortas. Si los sitios de edición de ARN y la tasa de mutación se alinearon, entonces Curcurbita pepo tendría una tasa de mutación más baja y más sitios de edición de ARN. Sin embargo, la tasa de mutación es cuatro veces mayor que la de Citrullus lanatus y tienen un número similar de sitios de edición de ARN. También hubo un intento de usar la hipótesis para explicar los grandes genomas nucleares de las salamandras, pero los investigadores encontraron resultados opuestos a los esperados, incluida una menor fuerza a largo plazo de la deriva genética.

## Historia
En el siglo XIX, algunos científicos como Jean-Baptiste Lamarck (1744–1829) y Ray Lankester (1847–1929) creían que la naturaleza tenía un esfuerzo innato por volverse más compleja con la evolución. Esta creencia puede reflejar las ideas vigentes en ese momento de Hegel (1770-1831) y de Herbert Spencer (1820-1903), que preveían que el universo evolucionaba gradualmente hacia un estado superior y más perfecto.
Este punto de vista consideraba la evolución de los parásitos de organismos independientes a una especie parasitaria como " devolución " o "degeneración" y contraria a la naturaleza. Los teóricos sociales a veces han interpretado este enfoque metafóricamente para condenar ciertas categorías de personas como "parásitos degenerados". Los científicos posteriores consideraron la devolución biológica como una tontería; más bien, los linajes se vuelven más simples o más complicados según las formas que tengan una ventaja selectiva.
En un libro de 1964, 'El surgimiento de la organización biológica', Quastler fue pionero en una teoría del surgimiento, desarrollando un modelo de una serie de surgimientos de sistemas protobiológicos a procariotas sin la necesidad de invocar eventos inverosímiles de muy baja probabilidad. 
La evolución del orden, manifestado como complejidad biológica, en los sistemas vivos y la generación de orden en ciertos sistemas no vivos fue propuesta en 1983 para obedecer a un principio fundamental común denominado “la dinámica darwiniana”. La dinámica darwiniana se formuló considerando primero cómo se genera el orden microscópico en sistemas no biológicos simples que están lejos del equilibrio termodinámico. Luego se amplió la consideración a moléculas de ARN replicantes cortas que se supone que son similares a las formas de vida más antiguas en el mundo de ARN. Se demostró que los procesos subyacentes de generación de órdenes en los sistemas no biológicos y en la replicación del ARN son básicamente similares. Este enfoque ayudó a aclarar la relación de la termodinámica con la evolución, así como el contenido empírico de la teoría de Darwin.<
En 1985, Morowitz señaló que la era moderna de la termodinámica irreversible iniciada por Lars Onsager en la década de 1930 mostró que los sistemas invariablemente se ordenan bajo un flujo de energía, lo que indica que la existencia de la vida no implica ninguna contradicción con las leyes de la física.